# Glen A. Larson
Glen Albert Larson (n. 3 ianuarie 1937, Long Beach, California, SUA – d. 14 noiembrie 2014, Santa Monica, California, SUA) a fost un producător american de televiziune și scenarist, cel mai cunoscut pentru crearea serialelor de televiziune Battlestar Galactica, Quincy, M.E., B. J. and the Bear, The Fall Guy, Magnum, P.I. și Knight Rider.

## Carieră
Larson și-a început cariera în domeniul divertismentului în anul 1956 ca membru al grupului vocal The Four Preps, cu care a apărut într-unul din filmele Gidget. The Four Preps au produs în cele din urmă trei înregistrări gold pentru casa de discuri Capitol, la care Larson a scris și compus: "26 Miles (Santa Catalina)", "Big Man" și "Down By The Station." Un membru din ultima perioadă a Four Preps, David Somerville  împreună cu Gail Jensen, au colaborat cu Larson pentru a scrie și compune "The Unknown Stuntman," tema serialului The Fall Guy.

## Filmografie ca producător
- It Takes a Thief (1968) (serial TV) (producător asociat) (producător)
- McCloud (1970) (serial TV) (producător executiv) (producător)
- The Virginian (1962) (serial TV) (producător executiv) (1970–1971)
- Alias Smith and Jones (1971) (serial TV) (producător)
- The Six Million Dollar Man: Wine, Women and War (1973) (film de televiziune) (producător executiv)
- The Six Million Dollar Man: The Solid Gold Kidnapping (1973) (film de televiziune) (producător executiv)
- Sin, American Style (1974) (TV) (producător executiv)
- Get Christie Love! (1974) serial TV (producător executiv)
- Switch (1975) (serial TV) (producător executiv)
- Quincy, M.E. (1976) (serial TV) (producător executiv)
- Benny and Barney: Las Vegas Undercover (1977) (TV) (producător)
- The Hardy Boys Mysteries (1977) serial TV (producător executiv)
  - Bazat pe romanele Stratemeyer Syndicate atribuite lzu "Franklin W. Dixon".
- Hardy Boys/Nancy Drew Mysteries (1977) serial TV (producător executiv)
  - Acesta a fost o dezvoltare pentru televiziune a romanelor din seria Stratemeyer Syndicate menționate ca fiind scrise de doi autori fictivi, "Franklin W. Dixon" (vezi mai sus) și "Carolyn Keene."
- Battlestar Galactica (1978-1979)
- The Islander (1978) (film de televiziune) (producător)
- Sword of Justice (1978) serial TV (producător executiv) (producător)
- Evening in Byzantium (1978) (TV) (producător executiv)
- A Double Life (1978) (TV) (producător executiv)
  - Acesta este episodul-pilot al serialului TV Sword of Justice, cu Dack Rambo în rolul principal. Larry Hagman a interpretat rolul antagonistului din acest serial înainte de a apărea în serialul Dallas tot ca antagonist.
- B. J. and the Bear (1979)
- Buck Rogers in the 25th Century (serial TV) (1979)
- The Misadventures of Sheriff Lobo (1979) serial TV (producător)
- Battles: The Murder That Wouldn't Die (1980) (TV) (producător executiv, nemenționat)
- Galactica 1980 (1980)
- Magnum, P.I. (1980) (scris împreună cu Donald P. Bellisario)
  - Donald P. Bellisario a preluat funcția de producător executiv principal după primul episod, "Don't Eat the Snow In Hawai'i."
- Nightside (1980) (film de televiziune) (producător executiv)
- The Fall Guy (1981) serial TV (producător executiv)
- Fitz and Bones (1981) serial TV (producător)
- Knight Rider (1982)
- Terror at Alcatraz (1982) (TV) (producător executiv)
- Rooster (1982) (film de televiziune) (producător executiv)
- Manimal (1983) serial TV (producător)
- Automan (1983) serial TV (producător executiv)
- Cover Up (1984) serial TV (producător executiv)
  - Jon-Erik Hexum, model transformat în actor, a murit ca urmare a unei farse cu unul din pistoale care a fost înlocuit în glumă cu un 44 Magnum încărcat. Actorul australian Antony Hamilton l-a înlocuit pe Hexum pe durata unui sezon.
- In Like Flynn (1985) (TV) (producător executiv)
- The Highwayman (1988) (serial TV) (producător executiv)
- The Road Raiders (1989) (TV) (producător executiv)
- Chameleons (1989) (film de televiziune) (producător executiv)
- P.S.I. Luv U (1991) serial TV (producător executiv)
- One West Waikiki (1994) serial TV (producător executiv)
- Night Man (1997–1999)
- Team Knight Rider (1997) serial TV (producător executiv)
- The Darwin Conspiracy (1999) (TV) (producător executiv)
- Millennium Man (1999) (TV) (producător executiv)
- Battlestar Galactica (2003) (mini) serial TV ("producător consultant")*
- Battlestar Galactica (2004) serial TV ("producător consultant")*
- Caprica (2010) serial TV ("producător consultant")*

(* Deși a fost menționat ca "producător consultant" pe refacerea din 2003 a serialului Battlestar Galactica și pe serialul Caprica, de fapt Larson nu a fost implicat direct în realizarea acestor seriale.)

## Romane
- Battlestar Galactica: The Photostory (1979) cu Richard J. Anobile
- Knight Rider (1983) cu Roger Hill
- Knight Rider #2: Trust Doesn't Rust (1984) cu Roger Hill